# Романович Олександр Ромуальдович
Олекса́ндр Ромуа́льдович Романо́вич (1 квітня 1871, Олекшишки, Віленська губернія — 14 листопада 1933, Вільно, Віленське воєводство) — генерал-майор Російської імператорської армії і бригадний генерал Війська Польського.

## Життєпис
Народився 1 квітня 1871 року в родовому маєтку Олексишки Лідського повіту в родині Ромуальда, капітана російської артилерії, та Емілії, уродженої Якубовської. Одружений з Іоанною, уродженою Базаревською, від якої у нього було четверо дітей: Стефан, Софія, Марія та Олена. Мав татарське походження.
1890 року закінчив Кадетський корпус у Полоцьку, потім закінчив Миколаївське кавалерійське училище. 1892 року був зачислений до Драгунського лейб-гвардії полку. До 1913 року дослужився до полковника цього полку.
У 1914 році брав участь у Східно-Прусській операції.
У травні 1915 року прийняв командування 12-м Каліським полком прикордонної варти. У 1916 році його отруїли німецькими бойовими газами.
Після одужання в серпні 1917 року він отримав звання генерал-майора і в жовтні 1917 року був призначений командувати Фінляндською прикордонною зведеною дивізією.
1918 року був міністром юстиції першого Кримського крайового уряду генерала Матвія Сулькевича, який залучив до нього й інших литовських татар. Після ліквідації Кримської республіки перебрався до Польщі.
3 лютого 1920 року був прийнятий у Військо Польське з умовним затвердженням у званні підполковника і призначений командиром Татарського кавалерійського полку імені Мустафи Ахматовича.
22 квітня 1920 року був призначений командиром 7-ї кавалерійської бригади. З липня 1920 по березень 1921 був у розпорядженні міністра військових справ, після чого служив на Центральному пункті збору офіцерів у Варшаві. Учасник радянсько-польської війни. 26 січня 1921 року затверджений у званні бригадного генерала, у групі офіцерів колишнього Східного корпусу і колишньої Російської армії.
Втім, він не зміг адаптуватися до нових умов і подав прохання про відставку. 1 квітня 1921 року вийшов у відставку у званні бригадного генерала. 26 жовтня 1923 року президент Республіки Польща Станіслав Войцеховський затвердив його у званні бригадного генерала. Після виходу на пенсію він провадив активну громадську та релігійну діяльність серед мусульманської громади, президентом якої він був. Оселився у Вільні, де й помер 14 листопада 1933 року. Похований у сімейній могилі на цвинтарі у Некрашунцях Лідського повіту.

## Звання та нагороди
- Корнет — 4 серпня 1892 року,
- Поручник — 4 серпня 1896 року,
- Штабс-ротмістр — 4 серпня 1900 року,
- Ротмістр — 4 серпня 1904 року,
- Полковник — 6 грудня 1913 року,
- Генерал-майор — 11 серпня 1917 року.

Нагороджений орденами святого Володимира 2-го та 3-го ступенів, святої Анни 2-го, 3-го і 4-го ступенів, святого Станіслава 2-го і 3-го ступенів.

## Див також
- Татари-липки